# California Speed
California Speed es un videojuego de carreras desarrollado y publicado por Atari Games en 1998 para Arcade y luego portado  para la consola Nintendo 64 en 1999 por Midway Games, en el que se recorren algunos de los lugares más famosos del estado de California entre los que están San Francisco, San Diego y Los Ángeles, entre otros lugares. Este juego contiene soporte para el Controller Pak y el Rumble Pak, también el soporte completo para el modo multijugador.

## Jugabilidad
California Speed se desarrolla en muchas ciudades en las afueras y calles del estado de California, la proeza de los jugadores es cuando compiten contra diferentes corredores en la pista, el tráfico puede aparecer en carreras que los jugadores deben evitar. Las acrobacias como los saltos, aparecen en muchas pistas del juego, para permitir una característica adicional para apaciguar a los jugadores. Los jugadores pueden competir con varios autos diferentes con transmisiones automáticas o manuales, y pueden alterar los colores. Incluso pueden correr un auto de golf.

## Datos

### Automóviles en el juego
- Sportster
- Muscle
- 486SE
- Hooper
- Fairchild
- Mercado
- Golf Cart
- Convertible
- Baja

### Autos desbloqueables
- Semi Truck
- Dozer
- Predator
- Mano
- Five OH
- Mt. Dew
- Insect
- Squirrel
- Fork Lift
- Ol´ Truck
- Camper

## Curiosidades
El vehículo Dozer, a pesar de su apariencia pesada, es el más rápido de todos los autos que hay en el juego.

## Recepción
Next Generation reseñó la versión arcade del juego, calificándola con tres estrellas de cinco, y afirmó que "al final, California Speed está dirigido directamente a el medio de la audiencia de los juegos, y también se juega de esa manera".